# Albert János (vegyészmérnök)
Albert János (Nagyenyed, 1896. június 21. – Budapest, 1973. április 14.) Kossuth-díjas vegyészmérnök, a műszaki tudományok doktora.

## Élettörténete

### Ifjúkora
A budapesti Királyi József Műegyetemen szerzett vegyészmérnöki oklevelet 1921-ben. 1925-ben a Nagybátony–újlaki Egyesült Iparműveknél helyezkedett el, 1948–1952 között a Tégla- és Cserépipari Központ laboratóriumát vezette. 1953-tól 1971. évi nyugdíjazásáig a Szilikátipari Központi Kutató- és Tervezőintézet munkatársa volt.

### Munkássága és találmányai
Pályája elején kutatási elsősorban az agrokémiai technológiára és kátrányipari kérdésekre irányultak. Később a durvakerámia-előállítás elméleti és gyakorlati problémái foglalkoztatták. Munkásságával hozzájárult a híradástechnikában alkalmazott kerámiaanyagok magyarországi előállításához. A nagypaneles építkezések során használt könnyűanyagokat, a perlitalapú, jó hőálló tulajdonságú anyagokat is kutatta, s részt vett üzemi méretű előállításuk megvalósításában.
Magyarországon és külföldön egyaránt több szakközleménye megjelent. Munkásságáért 1960-ban Kossuth-díjjal tüntették ki.